# Saison 2007-2008 du Stade Malherbe Caen
Maillots
Chronologie
Saison précédente Saison suivante
La saison 2007-2008 du Stade Malherbe de Caen, club de football français, est marquée par le retour du club en Ligue 1, après deux saisons passées en Ligue 2. Le Stade Malherbe obtient des résultats au-delà de ses espérances et se maintient en Ligue 1 pour la première fois depuis 1994.

## Résumé de la saison
Contrairement à la précédente montée en Ligue 1, les dirigeants décident de renforcer sensiblement l'équipe, quitte à payer des indemnités relativement importantes : le meneur de jeu Benjamin Nivet (venu de l'ES Troyes AC, relégué en Ligue 2) et l'ailier gauche argentin Juan Eduardo Eluchans (arrivé du CA Independiente, en Argentine) rejoignent en particulier le club, ainsi que le défenseur international suédois Karl Svensson.
Les Caennais connaissent pourtant une entame de saison délicate : après neuf journées et une défaite à domicile face au FC Metz, ils pointent à la dernière place (avec un match en retard). Pour le déplacement à Toulouse prévus lors des 16e de finale de la Coupe de la Ligue, le 25 septembre, Franck Dumas décide d'opter pour une composition et de titulariser les jeunes de l'effectif, qui à la surprise générale parviennent à arracher la qualification. Cette victoire agit comme un déclic : les Caennais obtiennent des résultats inespérés pendant l'automne, remportant huit de leur douze matchs de championnat, dont une victoire 5-0 sur les Girondins de Bordeaux, et deux victoires 1-0 arrachées à l'Olympique lyonnais, champion en titre, et sur le terrain du Paris SG. A la trêve, le Stade Malherbe pointe à la quatrième place, à deux points du podium. Yoan Gouffran, sur le point de signer au Paris SG avec lequel le club caennais a trouvé un accord, décide au dernier moment de rester en Normandie.
Pourtant, les Caennais connaissent un sérieux passage à vide durant l'hiver. Ils enchaînent dix matchs de championnat sans victoire, encaissant notamment un sévère 6-1 à Marseille et une défaite 5-0 à Lille. On craint que Malherbe ne soit rattrapé par les clubs relégables. En mars, ils reçoivent l'AS Monaco, qui se trouve également dans une période difficile. Menés 1-0 à la mi-temps, les Caennais obtiennent finalement une victoire brillante (4-1), et retrouvent en partie la réussite de l'automne. Lors de la 34e journée, une nouvelle victoire face au Paris SG (3-0) conclue en beauté cette première saison en Ligue 1.
Malgré l'absence de buteur d'expérience, l'équipe caennaise termine à une inattendue 11e place au classement, en ayant pratiqué un jeu offensif et spectaculaire dans la lignée des saisons précédentes. Avec dix buts et six passes décisives, Yoan Gouffran termine meilleur buteur et meilleur passeur caennais de la saison.

## Transferts

### Arrivées
| Nom                   | Poste             | Nationalité sportive | Transfert         | Provenance                 | Période  |
| --------------------- | ----------------- | -------------------- | ----------------- | -------------------------- | -------- |
| Alexis Thébaux        | gardien de but    | France               | Transfert (libre) | Dijon FCO                  | Eté 2007 |
| Karl Svensson         | défenseur         | Suède                | Transfert (1M€)   | Glasgow Rangers ( Écosse)  | Eté 2007 |
| Florian Boucansaud    | défenseur         | France               | Transfert (libre) | ES Troyes AC               | Eté 2007 |
| Stéphane Zubar        | défenseur         | France               | Retour de prêt    | Pau FC                     | Eté 2007 |
| Benjamin Nivet        | milieu de terrain | France               | Transfert (2M€)   | ES Troyes AC               | Eté 2007 |
| Juan Eduardo Eluchans | milieu de terrain | Argentine            | Transfert (800k€) | Independiente ( Argentine) | Eté 2007 |
| Rémi Gomis            | milieu de terrain | France               | Transfert (libre) | Stade lavallois            | Eté 2007 |
| Issam Jemâa           | attaquant         | Tunisie              | Prêt              | RC Lens                    | Eté 2007 |
| Youssef Adnane        | attaquant         | France               | Transfert (libre) | AS Cherbourg               | Eté 2007 |

### Départs
| Nom               | Poste             | Nationalité sportive | Transfert         | Provenance               | Période    |
| ----------------- | ----------------- | -------------------- | ----------------- | ------------------------ | ---------- |
| Julien Valéro     | attaquant         | France               | Transfert (libre) | Nîmes Olympique          | Eté 2007   |
| Youssef Adnane    | attaquant         | France               | Prêt              | AS Cherbourg             | Eté 2007   |
| Alexandre Raineau | milieu de terrain | France               | Prêt              | FC Libourne-Saint-Seurin | Hiver 2008 |
| Elliot Grandin    | attaquant         | France               | Transfert (400k€) | Olympique de Marseille   | Hiver 2008 |
| Stéphane Zubar    | défenseur         | France               | Prêt              | FC Brussels ( Belgique)  | Hiver 2008 |

## Effectif

### Joueurs utilisés
| Joueur         | L1 | L1 | CDF | CDF | CDL | CDL |
| Joueur         | M  | B  | M   | B   | M   | B   |
| -------------- | -- | -- | --- | --- | --- | --- |
| Vincent Plante | 31 | 0  | 1   | 0   | 0   | 0   |
| Benoît Costil  | 5  | 0  | 0   | 0   | 2   | 0   |

| Joueur             | L1 | L1 | CDF | CDF | CDL | CDL |
| Joueur             | M  | B  | M   | B   | M   | B   |
| ------------------ | -- | -- | --- | --- | --- | --- |
| Jérémy Sorbon      | 38 | 4  | 1   | 0   | 1   | 0   |
| Cédric Hengbart    | 33 | 2  | 1   | 0   | 2   | 0   |
| Nicolas Seube      | 28 | 0  | 1   | 0   | 1   | 0   |
| Reynald Lemaitre   | 18 | 2  | 1   | 0   | 0   | 0   |
| Grégory Leca       | 18 | 0  | 1   | 0   | 1   | 0   |
| Brahim Thiam       | 16 | 0  | 0   | 0   | 1   | 0   |
| Karl Svensson      | 6  | 0  | 0   | 0   | 0   | 0   |
| Oumar N'Diaye      | 5  | 0  | 0   | 0   | 1   | 0   |
| Florian Boucansaud | 3  | 0  | 0   | 0   | 0   | 0   |

| Joueur                | L1 | L1 | CDF | CDF | CDL | CDL |
| Joueur                | M  | B  | M   | B   | M   | B   |
| --------------------- | -- | -- | --- | --- | --- | --- |
| Yoan Gouffran         | 36 | 10 | 1   | 1   | 0   | 0   |
| Juan Eduardo Eluchans | 36 | 6  | 0   | 0   | 1   | 0   |
| Benjamin Nivet        | 35 | 2  | 1   | 0   | 0   | 0   |
| Nicolas Florentin     | 33 | 1  | 1   | 0   | 2   | 1   |
| Grégory Proment       | 33 | 1  | 1   | 0   | 0   | 0   |
| Anthony Deroin        | 29 | 3  | 1   | 0   | 1   | 0   |
| Rémi Gomis            | 24 | 1  | 0   | 0   | 2   | 0   |
| Guillaume Quellier    | 3  | 0  | 0   | 0   | 2   | 0   |
| Alexandre Raineau     | 1  | 0  | 0   | 0   | 1   | 0   |

| Joueur           | L1 | L1 | CDF | CDF | CDL | CDL |
| Joueur           | M  | B  | M   | B   | M   | B   |
| ---------------- | -- | -- | --- | --- | --- | --- |
| Lilian Compan    | 28 | 5  | 1   | 1   | 1   | 0   |
| Issam Jemâa      | 21 | 3  | 0   | 0   | 1   | 0   |
| Julien Toudic    | 18 | 4  | 0   | 0   | 2   | 0   |
| Elliot Grandin   | 12 | 1  | 0   | 0   | 2   | 2   |
| Sébastien Mazure | 10 | 0  | 1   | 0   | 0   | 0   |
| Stéphane Samson  | 8  | 1  | 1   | 0   | 2   | 1   |

## Les rencontres de la saison

### Trophée des Normands
| Date       | Adversaire  | Lieu                 | Score             | Buteur SMC |
| ---------- | ----------- | -------------------- | ----------------- | ---------- |
| 14 juillet | Le Havre AC | Gonfreville-l'Orcher | 1 - 1 (5 - 3 tab) | Gouffran   |

### Championnat de Ligue 1
| Date               | Journée | Adversaire             | Lieu | Score | Buteurs SMC                                     | Class. | Public |
| ------------------ | ------- | ---------------------- | ---- | ----- | ----------------------------------------------- | ------ | ------ |
| 4 août 2007        | J01     | OGC Nice               | Dom. | 1 - 0 | Compan                                          | 4e     | 19 405 |
| 11 août 2007       | J02     | AS Nancy-Lorraine      | Ext. | 1 - 0 |                                                 | 9e     | 19 101 |
| 18 août 2007       | J04     | AJ Auxerre             | Ext. | 1 - 0 |                                                 | 14e    | 7 432  |
| 25 août 2007       | J05     | Olympique de Marseille | Dom. | 1 - 2 | Samson                                          | 16e    | 20 790 |
| 1er septembre 2007 | J07     | FC Sochaux             | Dom. | 2 - 2 | Eluchans, Proment                               | 16e    | 18 099 |
| 15 septembre 2007  | J08     | AS Saint-Étienne       | Ext. | 3 - 0 |                                                 | 18e    | 25 638 |
| 22 septembre 2007  | J09     | FC Metz                | Dom. | 1 - 2 | Gouffran                                        | 20e    | 17 883 |
| 30 septembre 2007  | J03     | Toulouse FC            | Dom. | 2 - 1 | Compan, Nivet                                   | 16e    | 17 119 |
| 6 octobre 2007     | J10     | FC Lorient             | Ext. | 0 - 0 |                                                 | 17e    | 10 215 |
| 20 octobre 2007    | J11     | Lille OSC              | Dom. | 1 - 0 | Tafforeau (csc)                                 | 16e    | 18 275 |
| 27 octobre 2007    | J12     | AS Monaco              | Ext. | 0 - 0 |                                                 | 16e    | 8 986  |
| 4 novembre 2007    | J13     | Le Mans UC             | Dom. | 3 - 2 | Gouffran (2), Eluchans                          | 15e    | 20 286 |
| 10 novembre 2007   | J14     | Valenciennes FC        | Ext. | 3 - 0 |                                                 | 16e    | 12 449 |
| 24 novembre 2007   | J15     | Girondins de Bordeaux  | Dom. | 5 - 0 | Gouffran, Sorbon, Grandin (sp), Eluchans, Gomis | 12e    | 20 047 |
| 28 novembre 2007   | J06     | RC Lens                | Ext. | 1 - 1 | Sorbon                                          | 11e    | 36 409 |
| 1er décembre 2007  | J16     | Paris SG               | Ext. | 0 - 1 | Florentin                                       | 10e    | 37 148 |
| 8 décembre 2007    | J17     | Olympique lyonnais     | Dom. | 1 - 0 | Gouffran                                        | 8e     | 20 664 |
| 15 décembre 2007   | J18     | Stade rennais          | Ext. | 1 - 2 | Deroin, Eluchans                                | 6e     | 26 081 |
| 22 décembre 2007   | J19     | RC Strasbourg          | Dom. | 2 - 0 | Eluchans, Hengbart (sp)                         | 4e     | 20 391 |
| 12 janvier 2008    | J20     | AS Nancy-Lorraine      | Dom. | 0 - 0 |                                                 | 6e     | 20 327 |
| 19 janvier 2008    | J21     | Toulouse FC            | Ext. | 1 - 1 | Deroin                                          | 5e     | 13 938 |
| 23 janvier 2008    | J22     | AJ Auxerre             | Dom. | 0 - 0 |                                                 | 6e     | 19 613 |
| 26 janvier 2008    | J23     | Olympique de Marseille | Ext. | 6 - 1 | Toudic                                          | 6e     | 48 481 |
| 9 février 2008     | J24     | RC Lens                | Dom. | 1 - 4 | Lemaître                                        | 9e     | 20 289 |
| 16 février 2008    | J25     | FC Sochaux             | Ext. | 1 - 1 | Gouffran                                        | 10e    | 11 378 |
| 23 février 2008    | J26     | AS Saint-Étienne       | Dom. | 1 - 3 | Compan                                          | 11e    | 20 713 |
| 1er mars 2008      | J27     | FC Metz                | Ext. | 2 - 1 | Jemâa                                           | 12e    | 10 767 |
| 8 mars 2008        | J28     | FC Lorient             | Dom. | 0 - 0 |                                                 | 12e    | 18 493 |
| 15 mars 2008       | J29     | Lille OSC              | Ext. | 5 - 0 |                                                 | 14e    | 13 668 |
| 22 mars 2008       | J30     | AS Monaco              | Dom. | 4 - 1 | Hengbart (sp), Sorbon, Gouffran (sp), Jemâa     | 12e    | 19 800 |
| 30 mars 2008       | J31     | Le Mans UC             | Ext. | 1 - 1 | Gouffran                                        | 12e    | 11 045 |
| 5 avril 2008       | J32     | Valenciennes FC        | Dom. | 1 - 0 | Jemâa                                           | 11e    | 20 287 |
| 12 avril 2008      | J33     | Girondins de Bordeaux  | Ext. | 2 - 1 | Sorbon                                          | 12e    | 27 686 |
| 19 avril 2008      | J34     | Paris SG               | Dom. | 3 - 0 | Deroin, Lemaître, Gouffran                      | 11e    | 20 933 |
| 26 avril 2008      | J35     | Olympique lyonnais     | Ext. | 2 - 2 | Eluchans, Compan                                | 11e    | 39 068 |
| 3 mai 2008         | J36     | Stade rennais          | Dom. | 2 - 2 | Compan, Nivet                                   | 11e    | 20 624 |
| 10 mai 2008        | J37     | RC Strasbourg          | Ext. | 1 - 4 | Toudic (2), Santos (csc), Gouffran              | 10e    | 17 311 |
| 17 mai 2008        | J38     | OGC Nice               | Ext. | 3 - 1 | Toudic                                          | 11e    | 11 540 |

### Coupe de la Ligue
| Date              | Tour  | Adversaire         | Lieu | Score             | Buteurs SMC                | Public |
| ----------------- | ----- | ------------------ | ---- | ----------------- | -------------------------- | ------ |
| 25 septembre 2007 | 1/16e | Toulouse FC        | Ext. | 3 - 3 (2 - 4 tab) | Grandin, Florentin, Samson |        |
| 31 octobre 2007   | 1/8e  | Olympique lyonnais | Dom. | 1 - 3             | Grandin                    | 16 332 |

### Coupe de France
| Date           | Tour  | Adversaire        | Lieu | Score | Buteurs SMC      | Public |
| -------------- | ----- | ----------------- | ---- | ----- | ---------------- | ------ |
| 5 janvier 2008 | 1/32e | CS Sedan-Ardennes | Ext. | 3 - 2 | Compan, Gouffran |        |